# Dhobley
Dhobley (en idioma somalí: Dhoobley) es una localidad ubicada en el sudoeste de Somalia, en la región de Gedo.

## Población
Se estima que la población de esta localidad es de alrededor de seis mil personas. Se encuentra a menos de 20 kilómetros de la frontera con Kenia.

## Actualidad
La ciudad estuvo en manos del grupo al-Shabbaab, una milicia islámica fundamentalista que pretende instaurar un estado de corte wahabí en Somalia. Pero luego la milicia extremista fue expulsada de esta ciudad por parte de fuerzas del Movimiento Ras Kamboni, militares keniatas y del gobierno somalí. El grupo paramilitar Ras Kamboni estableció su cuartel principal en esta ciudad luego de su captura.